# Pelzerturm

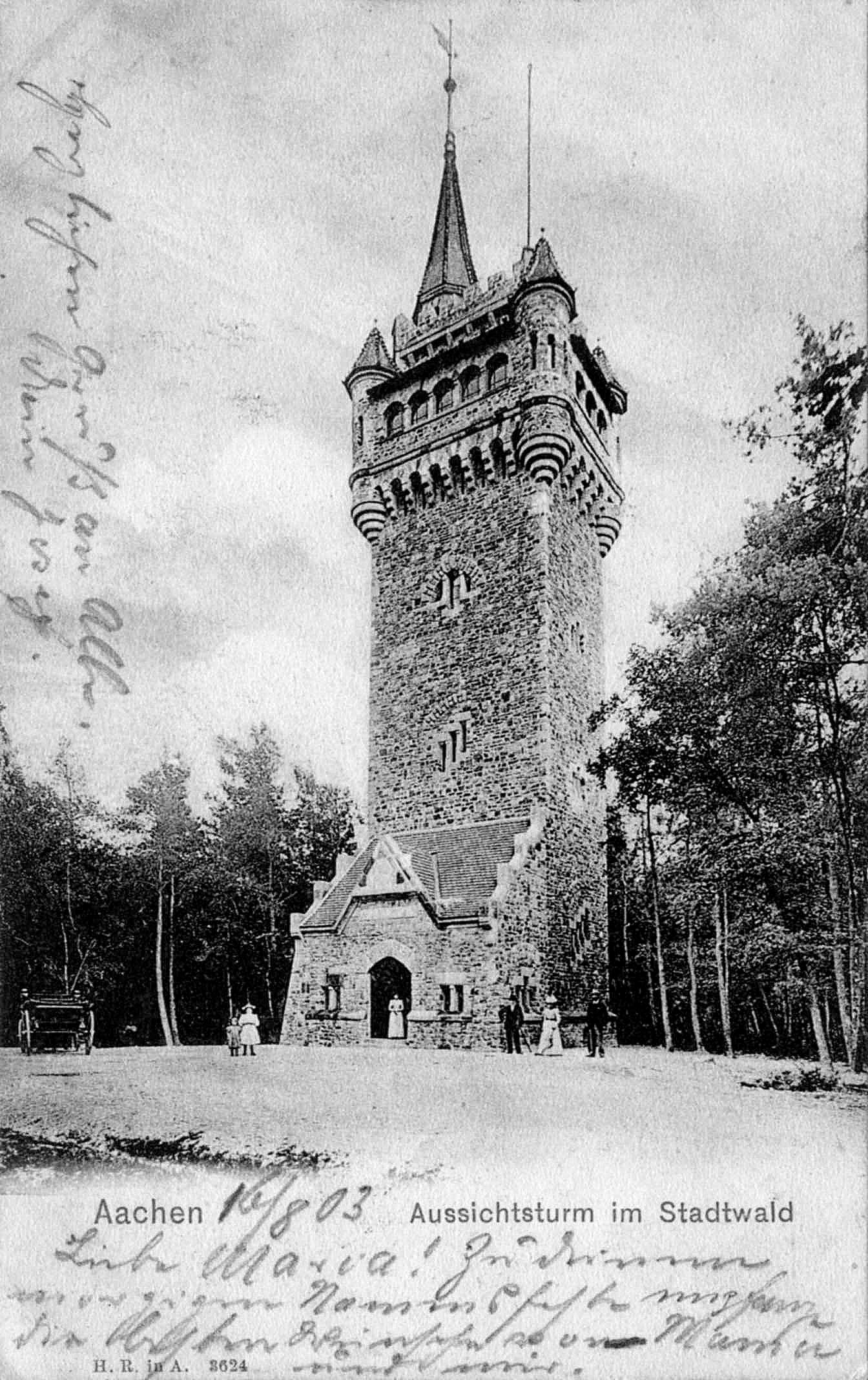
Pelzerturm (Ansichtskarte, postalisch gelaufen 1903)

Der Pelzerturm war ein Aussichtsturm auf der Bergkuppe Steineknipp, die mit 358 m über NN Höhe den höchsten Punkt des Aachener Stadtwalds darstellt. Der ursprüngliche Turm war eine Konstruktion aus mächtigen Baumstämmen und wurde 1886 auf Anregung des Oberförsters Franz Oster errichtet.
Am 14. Juli 1899 wurde der Nachfolger dieses ersten Turms nahe dem ursprünglichen Standort eingeweiht. Der neue Aussichtsturm wurde nach Entwurf des Architekten Hermann Jansen in Bruchstein-Mauerwerk errichtet. Sein Grundriss war rechteckig. Er hatte eine ebenerdige Vorhalle und ein doppelt angelegtes Treppenhaus. Der Turm hatte eine Plattform mit Galerie in 27 m Höhe und war bis zur Wetterfahne 42 m hoch. Auf etwa halber Höhe zur Plattform gab es eine Zwischenetage. Das Dach des Turms war mit einem auf die Ecke gesetzten Türmchen mit Spitzdach verziert, das Wetterfahne und Blitzableiter trug. Vom Pelzerturm bot sich ein Ausblick bis zur Stadt Stolberg und weiter bis in den Landkreis Aachen sowie ins Hohe Venn. Der Pelzerturm mit angeschlossener Außengastronomie wurde zu einem beliebten Ausflugsziel. Zudem befand sich bis 1945 am Fuße des Turms eine Außenstelle des Meteorologischen Observatoriums Aachen, die mit einer Englischen Hütte ausgestattet war.
Der Turm erhielt am 30. März 1915 seinen Namen nach Ludwig Pelzer, dem am 1. März 1915 verstorbenen ehemaligen Oberbürgermeister der Stadt Aachen. 1944 wurde der Pelzerturm von Truppen der US-Armee gesprengt. Noch heute erkennt man an verstreuten Steintrümmern den ehemaligen Standort.